# Gravissimum Educationis
Gravissimum Educationis — декларация Второго Ватиканского собора Католической церкви. Полное название — Декларация о христианском воспитании «Gravissimum Educationis». Утверждена папой Павлом VI 28 октября 1965 года, после того как была одобрена на соборе. За финальный вариант документа высказалось 2 290 участников собора, против — 35. Своё название получила по принятой в католицизме практике, двум первым словам первой фразы — «Gravissimum educationis momentum in vita hominis» (Важнейшее значение воспитания в жизни человека).
Декларация Gravissimum Educationis — одна из трёх деклараций Второго Ватиканского собора. Декларация состоит из 12 статей, вступления и заключения.

## Содержание
Декларация подчёркивает значение христианского воспитания и образования, как для детей и юношества, так и для взрослых. В преамбуле декларации сказано, что «…воспитание молодёжи, а также постоянное образование взрослых, в современных условиях становится делом и более лёгким, и более необходимым. Ведь люди, полнее сознавая своё достоинство и свои обязанности, желают принимать всё более деятельное участие в общественной жизни, особенно в экономической и политической.»
Во второй статье подчёркивается неотъемлемое право всех христиан на соответствующее воспитание и образование. Третья статья особо подчёркивает обязанность родителей христиан по воспитанию детей при содействии общества и Церкви, пятая и шестая статья посвящены школьному образованию, в частности говорится о праве родителей на свободный выбор школы и обязанности государства по обеспечению качественного школьного образования. Восьмая и девятая статья описывают мнение Собора о том, как должны быть устроены католические школы, среди прочих моментов декларация заявляет о неотъемлемом праве Церкви свободно учреждать школы любого рода и ступени и управлять ими. Говорится о возможности обучения в католических школах учеников-некатоликов. В десятой статье речь идёт о католических университетах, а в одиннадцатой о богословских факультетах прочих высших учебных заведений.
В заключении декларации говорится:
Выражая глубочайшую признательность тем священникам, монахам, монахиням и мирянам, которые в духе Евангелия занимаются благородным делом воспитания и преподавания в школах любого рода и уровня, Священный Собор обращает к ним свой призыв: пусть они благородно продолжают принятое ими служение и стараются, воспитывая своих учеников в духе Христовом, так отличаться в педагогическом искусстве и в изучении наук, чтобы не только способствовать внутреннему обновлению Церкви, но и сохранять и приумножать её благотворное присутствие в современном мире, особенно в сфере интеллектуальной..